# Thorsten Wijnbladh
Thorsten Otto Rudolf Wijnbladh, född den 16 januari 1884 i Stockholm, död där den 3 oktober 1973, var en svensk ämbetsman. Han var bror till Mauritz Wijnbladh.
Wijnbladh avlade juris utriusque kandidatexamen vid Uppsala universitet 1907. Han var extra ordinarie tjänsteman vid Väg- och vattenbyggnadsstyrelsen 1906, tjänstgjorde i domstol 1907–1910, var amanuens i Civildepartementet 1910, notarie i Konstitutionsutskottet 1911–1912, sekreterare i tillfälligt utskott 1913–1914, handsekreterare hos statsministern 1914–1915, sekreterare i 1902 års löneregleringskommission 1915–1916, extra föredragande i Sjöförsvarsdepartementet 1916–1917, blev kansliråd där 1917, i Försvarsdepartementet 1920. Wijnbladh var expeditionschef i Socialdepartementet 1920–1928, statssekreterare i Kommunikationsdepartementet 1928–1934, generalkrigskommissarie och chef för Arméförvaltningens civila departement 1934–1943 samt generaldirektör och chef för Försvarets civilförvaltning 1944–1949. Han var ordförande och sakkunnig i ett flertal statliga utredningar. Wijnbladh invaldes som ledamot av Krigsvetenskapsakademien 1935. Han blev riddare av Nordstjärneorden 1919, kommendör av andra klassen av samma orden 1922, kommendör av  första klassen 1928 och kommendör med stora korset 1945.